# Depozytariusz (film)
Depozytariusz (ang. The Depositary) – polski krótkometrażowy film dokumentalny z 2014 roku w reżyserii Mateusza Kudły.
Dokument został zaprezentowany w Chicago podczas Festiwalu Filmu Polskiego w Ameryce oraz w Łodzi na Ogólnopolskim Festiwalu Mediów „Człowiek w Zagrożeniu” w 2015 roku. W 2016 roku został nagrodzony za montaż na Międzynarodowym Festiwalu Filmowym w Southampton i wyróżniony na amerykańskim The Best Shorts Competition, a w 2017 roku wyróżniony na The Best Shorts Competition Humanitarian Award.

## Opis filmu
Obraz przedstawia historię Łukasza Kazka, mieszkańca Walimia (do 1945 roku miejscowość nosiła nazwę Wüstewaltersdorf) który w Górach Sowich na Dolnym Śląsku odnajduje depozyty ukryte przez niemieckich mieszkańców wysiedlanych w wyniku postanowień konferencji poczdamskiej z terenów poddanych polskiej jurysdykcji po II wojnie światowej.
Bohater nie sprzedaje znalezionych przedmiotów, ale odszukuje ich właścicieli, by sentymentalne depozyty – fotografie, książki, dokumenty i osobiste pamiątki – wróciły do nich po około siedemdziesięciu latach.

## Festiwale
- Stany Zjednoczone – Festiwal Filmu Polskiego w Ameryce w Chicago (2015)
- Polska – Ogólnopolski Festiwal Mediów Człowiek w Zagrożeniu w Łodzi (2015)
- Stany Zjednoczone – The Best Shorts Competition – Award of Merit Special Mention (2016)
- Wielka Brytania – Międzynarodowy Festiwal Filmowy w Southampton (2016)
- Polska – Międzynarodowy Festiwal Filmu Historycznego i Wojskowego w Warszawie (2016)